# 奧拉德基哈勒

35°22′07″N 1°14′08″W / 35.36861°N 1.23556°W
奧拉德基哈勒（阿拉伯语：‎），是阿爾及利亞的城鎮，位於該國西北部艾因泰穆尚特省，由馬拉赫區負責管轄，面積33平方公里，2010年人口3,601，人口密度每平方公里109人。